# 치아투라

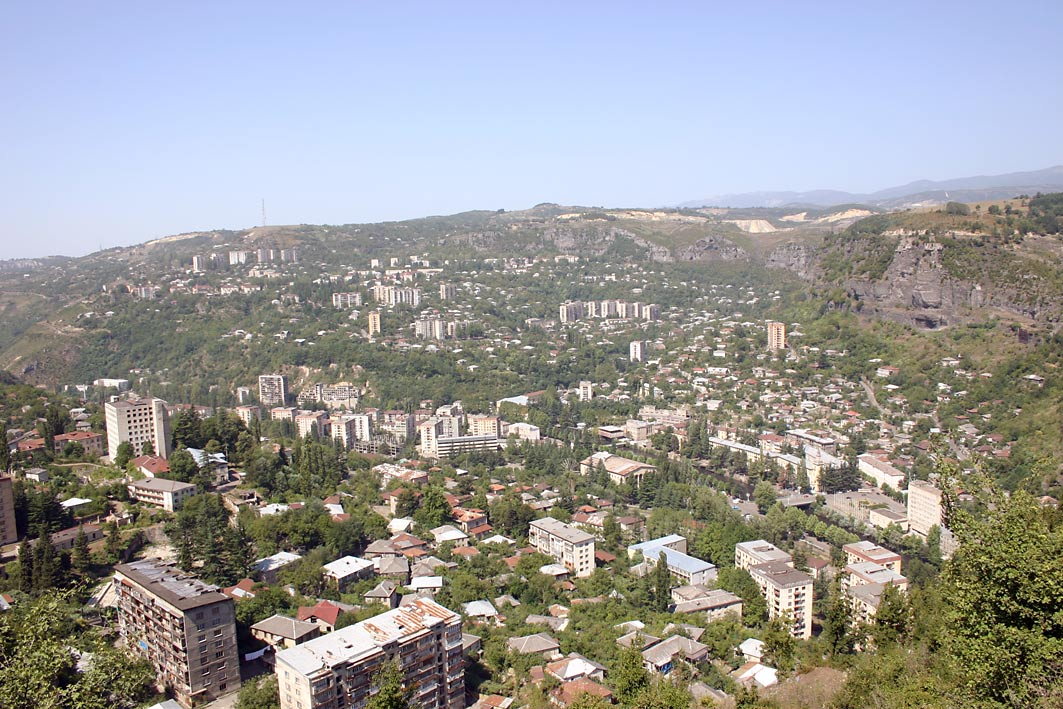
치아투라 시가지

치아투라(조지아어: ჭიათურა)는 조지아 이메레티주의 도시로, 인구는 12,803명(2014년 기준)이다. 1879년 캅카스 망간 채굴의 중심지가 되었고 이 곳에서 채굴된 망간은 철도를 통해 제스타포니에 있는 철합금 공장까지 운송된다.

## 자매 도시
- 에스토니아 케일라
- 라트비아 시굴다

## 같이 보기
- 이메레티주